# Isola DuBois
L'isola DuBois è una delle isole Biscoe che si trovano vicino all'estremità meridionale della catena, e separata dall'isola Krogh a est dal passaggio di Papazov largo 1 km. È stato mappato da foto aeree dalla Falkland Islands and Dependencies Aerial Survey Expedition (1956-57) e nominato dal Comitato britannico per i toponimi antartici per Eugene F. DuBois, un fisiologo americano specializzato nella misurazione del metabolismo di base e negli studi sulla regolazione della temperatura corporea nell'uomo.